# 瑠璃の風に花は流れる
『瑠璃の風に花は流れる』（るりのかぜにはなはながれる）は、槇ありさ著、由貴海里挿絵の日本のライトノベルおよびそれを原作としたメディアミックス作品。角川ビーンズ文庫から発売されている。略称は「瑠璃花」

## 内容
架空の国、歴史ある国、朱根（アカネ）は、新興国黒嶺（コクレイ）に武力で併合される。抵抗する朱根の王女、緋奈（ヒナ）は、朱根を併合した国、黒嶺（コクレイ）の王子、芦琉（アシル）に「誰が自分の妃になる女を殺すものか」と言われ、無理やり黒嶺に連れて行かれてしまう。実は芦琉が自分に好意をよせていて、婚姻による併合を目指していたことを知った緋奈は、芦琉の妃としての道を歩んでいく。

## 登場人物
※キャストはドラマCD版のもの。
緋奈（ヒナ）
声：平野綾
主人公。歴史ある国、朱根の第一王女。16歳で、金髪金眼の美少女。生まれたときに占い師によって「国を救う光の王女」と予言される。そのため、海、空、陸の全ての加護を受けると言われたが、それは偽りだった。その代わりに神宝を媒介として神獣を呼び出せる。（生まれた子を占い師に見せ、海、空、陸のうち、どの加護を受けているかを占ってもらう習慣がある。たとえば緋奈の弟、水稀（ミズキ）は、海の加護を受けたため、海に関する字を名前につけられている）。
第一王女としての誇りは高く、少々意地っぱり。併合された直後は、芦琉に憎しみを抱いていたが、次第に好意を寄せていく。宮殿で大事にされて育てられたのにもかかわらず、芦琉の妃になる事を選んだため、裏切り者と罵られた事も多い。
水稀（ミズキ）
緋奈の弟。非常に体が弱く、そのため本来は3歳で行うはずの立太子の式を、6歳の今まで延期されていた。その立太子の日に、黒嶺に攻められた。緋奈同様、神獣を呼び出せる。
芦琉（アシル）
声：保志総一朗
新興国、黒嶺の第一王子。容姿端麗にして武術の腕は抜群。15歳であるが外見年齢は18歳くらい。守護は陸。
抵抗する緋奈を、「誰が自分の妃になる女を殺すものか」と言って、黒嶺に連れて行った。実は以前から緋奈に思いを寄せていた。恋愛面ではかなり嫉妬深い。
颯琉（ソウル）という12歳の弟がいる。
深波（ミナミ）
声：置鮎龍太郎
緋奈の守り役。朱根王の命により、緋奈を幼いころから見守っていた。控え目だが、とても有能。守護は海。
光夜（コウヤ）
声：石田彰
芦琉の従兄弟。側近兼参謀。芦琉とは、兄弟のような関係。守護は空。
槐斗（カイト）
声：中村悠一
芦琉の右腕的存在。未来の大将軍といわれる。女性には非常にモテる。守護は陸。
澪良（レイラ）
芦琉の側室になるといった少女。一時は本気で芦琉を緋奈から奪おうとしていたが、緋奈の思いを知ってからは、あっさり身を引く。
現在は緋奈と良好な関係を築いている。緋奈と同い年だが、剣の腕前は彼女より高い。元紫洞王女だが、母の死により8歳で自殺を図り、海に身投げしたところを海賊に拾われた。
颯琉（ソウル）
芦琉の弟。12歳。緋奈を澪良の敵と思い冷たい態度をとっている。かなりのブラコン。
瀬里
声：升望
雷音
声：遊佐浩二
朱根王
声：平川大輔

## 既刊一覧

### 小説
1. 瑠璃の風に花は流れる 黒の王太子 2006年5月1日、ISBN 4-04-447106-1
2. 瑠璃の風に花は流れる 紫都の貴公子 2006年11月1日、ISBN 4-04-447107-X
3. 瑠璃の風に花は流れる 蒼の将軍 2007年5月1日、ISBN 978-4-04-447108-8
4. 瑠璃の風に花は流れる 黄金宮の王子 2007年10月1日、ISBN 978-4-04-447109-5
5. 瑠璃の風に花は流れる 紅炎の指揮官 2008年4月1日、ISBN 978-4-04-447110-1
6. 瑠璃の風に花は流れる 銀の予言者 2008年10月1日、ISBN 978-4-04-447111-8
7. 瑠璃の風に花は流れる 紺青の軍神 2009年4月1日、ISBN 978-4-04-447112-5
8. 瑠璃の風に花は流れる 海碧の賢者 2009年10月1日、ISBN 978-4-04-447113-2
9. 瑠璃の風に花は流れる 茜の継承者 2010年4月1日、ISBN 978-4-04-447114-9
10. 瑠璃の風に花は流れる 虹の奏者 2010年8月31日、ISBN 978-4-04-447115-6
11. 瑠璃の風に花は流れる 灰国の逆臣 2010年9月30日、ISBN 978-4-04-447116-3
12. 瑠璃の風に花は流れる 闇の聖王 2011年3月31日、ISBN 978-4-04-447117-0
13. 瑠璃の風に花は流れる 光の王女 2011年10月29日、ISBN 978-4-04-447118-7

ドラマCDがランティスより発売{。
- 瑠璃の風に花は流れる 〜黒の王太子〜 2009年1月21日発売
- 瑠璃の風に花は流れる 第2巻 〜紫都の貴公子〜 2009年5月27日発売

### 漫画
挿絵担当の由貴海里が当初『ビーンズエース』（2007年Vol.10 - ）に連載したが休刊により移籍、『月刊Asuka』（ - 2010年4月号、隔月連載）
で連載。全3巻。
- 瑠璃の風に花は流れる 1 2008年9月26日、ISBN 978-4-04-854232-6
- 瑠璃の風に花は流れる 2 2009年6月26日、ISBN 978-4-04-854332-3
- 瑠璃の風に花は流れる 3 2010年4月21日、ISBN 978-4-04-854472-6